# Fissurisepta
Fissurisepta is een geslacht van weekdieren uit de klasse van de Gastropoda (slakken).

## Soorten
- Fissurisepta enderbyensis (Powell, 1958)
- Fissurisepta granulosa Jeffreys, 1883
- Fissurisepta manawatawhia (Powell, 1937)
- Fissurisepta oxia (Watson, 1883)
- Fissurisepta papillosa Seguenza, 1863 †
- Fissurisepta tenuicula (Dall, 1927)